# Forminière

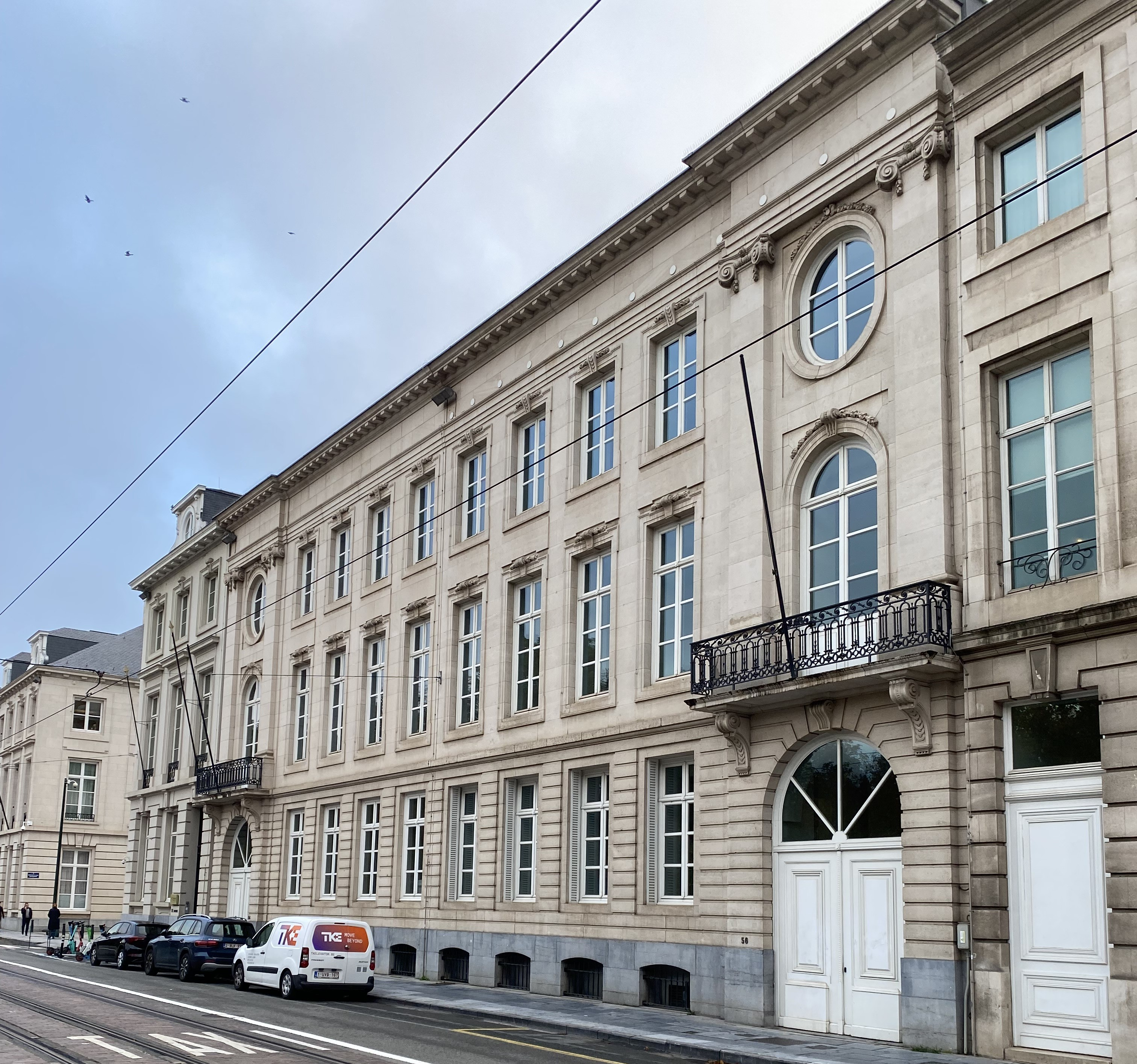
Voormalige zetel aan de Koningsstraat 54 in Brussel

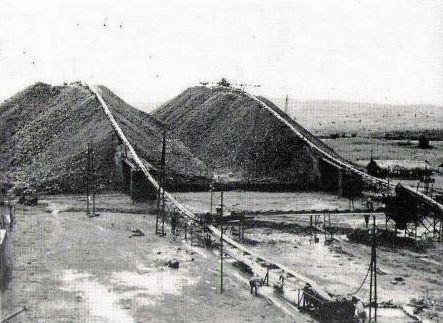
Steenbergen in de diamantmijn van Forminière in Kasaï (ca. 1959)

De Société internationale forestière et minière du Congo, afgekort Forminière, was een Belgisch mijnbouwbedrijf in Belgisch-Congo.

## Geschiedenis
Forminière werd in 1906 opgericht door Jean Jadot onder de Kongo-Vrijstaat, die toen persoonlijk door koning Leopold II werd bestuurd. Rond dezelfde tijd werden de Union Minière du Haut Katanga en de Compagnie de chemin de fer du Katanga opgericht. Een minderheidsbelang werd verkocht aan de American Congo Company met als doel zowel de toenemende internationale kritiek op de Kongo-Vrijstaat te temperen als buitenlandse steun te winnen voor het beschermen van Leopolds commerciële belangen. In tegenstelling tot Union Minière waren de delfstoffen in de concessie van Forminière aanvankelijk onbekend, en richtte het eerste onderzoek zich op goudprospectie. Pas na de ontdekking van diamanten in Kasaï begon in 1913 de serieuze diamantwinning. Tot 1961 had Forminière een monopolie op de diamantproductie in Kasaï. De activiteiten van de onderneming breidden zich uit naar goud- en zilverwinning, katoen-, palmolie- en rubberteelt, landbouw en houtzagerij.
Door een productiedaling tijdens de Tweede Wereldoorlog vreesde men in de Verenigde Staten dat er diamanten zouden worden doorgesluisd naar de asmogendheden. Daarom onderzocht het Amerikaanse Office of Strategic Services of de productie werd omgeleid. In een rechtszaak uit 1945 tegen De Beers probeerde de antitrustafdeling het Amerikaanse ministerie van Justitie toegang te krijgen tot directe aankopen bij Forminière in plaats van via De Beers als tussenpersoon. De zaak werd uiteindelijk in 1948 geseponeerd vanwege juridische bevoegdheidsproblemen.
Forminière en haar rivaal, de Société minière de Beceka (Mibeka), later hernoemd tot Société minière de Bakwanga (MIBA), domineerden de diamantproductie in Belgisch-Congo. In 1959 produceerde Forminière 425.234 karaat aan diamanten. Na de onafhankelijkheid van Congo in 1960 en de onrust in de regio werden de activiteiten van het bedrijf al snel gestaakt. Forminière was bovendien de belangrijkste zakelijke sponsor van de separatistische mijnstaat Zuid-Kasaï en ontving in ruil daarvoor concessies van die regering in ruil voor financiële steun.